# أنتونيو غيدر
أنتونيو غيدر (مواليد 23 أبريل 1978 في ريكريو - البرازيل) لاعب كرة قدم برازيلي يلعب حاليا لصالح نادي الدرجة الأولى لومان الفرنسي منذ 2008 في مركز قلب الدفاع .

## وصلات خارجية
- أنتونيو غيدر على موقع رابطة كرة القدم الفرنسية للمحترفين (الإنجليزية)
- أنتونيو غيدر على موقع قاعدة بيانات كرة القدم.إي يو (الإنجليزية)
- أنتونيو غيدر على موقع ليكيب (الفرنسية)
- أنتونيو غيدر على موقع Soccerway.com (الإنجليزية)
- أنتونيو غيدر على موقع عالم كرة القدم.نت (الإنجليزية)